# Danrin-ji
Le Danrin-ji (檀林寺) est le premier temple zen du Japon, fondé à Saga, Kyōto, sur ordre de Tachibana no Kachiko durant l'ère Jōwa de l'époque de Heian. Le temple est détruit par un incendie en 928 puis restauré et à l'époque de Muromachi désigné comme un des cinq grands couvents bouddhistes de Kyōto. Avec le temps le temple tombe en ruines et sur son emplacement commence la construction du Tenryū-ji en 1339.

## Sources
- Kōjien, 6e édition
- Encyclopedia Nipponica